# 浜井識安
浜井 識安（はまい のりやす、1954年（昭和29年）2月15日 - 2023年（令和5年）12月14日）は、日本の空手家・経営コンサルタント。男性。石川県七尾市出身。国際空手道連盟 極真会館浜井派の会長・極真会館力謝会の代表。極真空手九段。
弟・浜井良顕（本名：良明）は極真会館松井派の中部本部長、娘の浜井美香は極真会館浜井派の代表である。

## 来歴
小学校時代に柔道の茶帯を取得。石川県立七尾高等学校在学中から松濤館流空手を始め、1972年に一橋大学法学部へ入学し空手部に入部、同年7月に池袋の極真会館本部道場へ入門。その1週間後に前年度全日本チャンピオンの佐藤勝昭と組手を行ったところ、浜井の回し蹴りが偶然にも佐藤の顎を捉えたことによりノックダウンしてしまった。他流派出身である事に加えてのこの出来事により、浜井はその後しばらく極真の諸先輩から指導という名のシゴキを受けることとなった。尚、この件については、人伝てに話を聞いた真樹日佐夫が脚色した上で発表している。翌年、浜井は茶帯を取得した。
得意技は前蹴りと後ろ蹴り。前蹴りは相手の前進をストップするものとそのまま腹部を蹴りぬくものと2種類を使いこなし、1973年には第5回オープントーナメント全日本空手道選手権大会で6位、第9回全日本選手権では4位に入賞した。
法学部に入学したものの、弁護士になるつもりはなく実業家志望だったことから、3年進級時に商学部に転部し森田哲弥ゼミナールに所属、会計学を学ぶ。しかし間もなく両親が離婚したため、浜井は休学して土木作業やバーテンなどのアルバイトに精を出し、ついには経営が左前になった家業の紳士服店を継ぐため七尾に帰郷した。その後、家業を営むと共に週1回のゼミに夜行列車に乗って七尾から大学のある国立市まで通い続け、入学から8年後の1980年に一橋大学商学部を卒業した。
その間、1977年5月、七尾市内で小学校の体育館を借り松濤館空手の同好会を始めるが、受講生のひとりから極真空手を教えて欲しいと請われ、茶帯の身ながら上京して大山に直訴、大山から黒帯を許されて極真会館石川県支部長に就任する。極真カラテブームの中、多くの弟子を得る一方、家業の紳士服店は業績が悪化したため、2年後の1979年に自宅ビルを売却し、借金苦から解放された。翌年には金沢市内に道場兼自宅を建設した。浜井は空手の普及と強豪選手の育成のため、弟子を育てて支部長に任命し、石川支部は県内だけで40支部に拡大した。浜井は指導者としても手腕を振るい、後にオープントーナメントの全日本選手権や世界選手権で活躍した水口敏夫と増田章を輩出し、極真空手の名伯楽と称せられるようになった。
実業家としては、結婚後の1983年にレンタルビデオ業の株式会社ビデオシティ（のちの株式会社ゲオシティ）を起業し、北陸地方のレンタルビデオ業界をリードした。加賀市については、のちに株式会社DMM.comを起業した亀山敬司からの「フランチャイズになりますから、加賀に来ないでください。」との提案を受け入れ、亀山の店舗をフランチャイズ契約により傘下に入れる形をとった。株式会社エスポコミュニケーションズに10億円でヘッドハンティングされ、ゲオ営業本部長も務めた。他のレンタルビデオ会社本部長や、日本コンパクトディスク・ビデオレンタル商業組合理事なども歴任。2004年（平成16年）、株式交換によってかつての同僚が参画していた株式会社ゲオに、株式会社ビデオシティを約8億円で売却して実業界から引退した。
2006年5月、団体運営方針の違いから、松井章圭の極真会館松井派を離脱して財団法人極真奨学会国際空手道連盟極真会館浜井派を設立、代表に就任した。翌2007年4月には財団法人極真奨学会の理事に就任。同年10月、中国の大連市に道場を開設した。
2014年10月には、大連を中心に中国全土に5つの常設道場を開設し、首都・北京にも分支部を開設させた。
中国支部を設立後に13名の黒帯を育て上げ、中国人の弟子を支部長に任命し基盤を作り上げた。
将来的には「全中国空手道選手権大会を開催する」と自身のブログで語っており、2016年8月には「第1回大山倍達杯 中国極真フルコンタクト空手道選手権大連大会」を大連にて開催、中国本土のみならず世界からも多くの選手が参加した。
近年では、安全性を追求した独自の顔面攻撃用グローブを開発し、大山道場初期に為されていた組手の再現を目指していた。
2023年12月、急性骨髄性白血病と診断され、わずか1週間で息を引き取った。直接の死因は肺炎。

## 先進性
浜井は当時として珍しく、ビデオで選手の組手を研究し、他の格闘技の良い部分を吸収したり、殴打技による顔面攻撃や防御の研究を支部独自で行う先進性を持っていた。キックボクシングの藤原敏男や、芦原英幸門下で第9回オープントーナメント全日本空手道選手権大会に準優勝した中山猛夫の「対角線上の攻撃、上下に技をちらす、縦横のコンビネーション」を研究し、水口敏夫や増田章に指導して会得させた。

## 著書＆参考文献
- 『人生経営の強化書』　青龍社 1992年（平成4年） ISBN 978-4882584032
- 『カラテ革命家「浜井識安」極真新理論』　東邦出版、2008年（平成20年） ISBN 978-4809407543